# آنتونیو گاتا
آنتونیو گاتا (انگلیسی: Antonio Gaeta؛ زادهٔ ۴ اوت ۱۹۸۴) بازیکن فوتبال اهل ایتالیا است.
از باشگاه‌هایی که در آن بازی کرده‌است می‌توان به باشگاه فوتبال آنکونا، باشگاه فوتبال یووه استابیا، و باشگاه فوتبال آسکولی اشاره کرد.